# 에멘 (스위스)
에멘(독일어: Emmen)은 스위스 루체른주 호흐도르프구에 위치한 도시이다. 시정촌 에멘은 에멘 마을, 에멘브뤼케 마을 등 여러 작은 마을로 구성된다. 에멘의 공식 언어는 (스위스 표준의 다양한) 독일어 이지만 주요 구어 언어는 알레만계 스위스 독일어 방언의 현지 변형이다.

## 역사
에멘은 840년에 Emau로 처음 언급되었다.

## 지리
에멘의 면적은 20.3km2이다. 이 면적 중 46.6%는 농업용으로 사용되고 18.2%는 산림이다. 나머지 토지 중 33.3%는 정착지(건물 또는 도로)이고 나머지(1.9%)는 비생산적(강, 빙하 또는 산)이다. 1997년 토지조사에서 전체 토지의 18.19%가 산림이었다. 농경지 중 44.69%는 경작이나 목초지에 사용되며 1.92%는 과수원이나 덩굴 작물에 사용된다. 정착지 중 14.55%는 건물로, 5.7%는 공업, 1.62%는 특별 개발, 1.97%는 공원 또는 녹지, 9.49%는 교통 인프라이다. 비생산적인 지역 중 0.25%는 비생산적인 고인 물(연못 또는 호수)이고, 나머지 1.62%는 비생산적인 흐르는 물(강)이다.
지자체는 루체른의 대도시 지역의 일부이다. 클라이네 에메가 로이스강으로 합류하는 지점에 있다.

## 귀화법
에멘의 지자체는 2001년 새로운 귀화법을 발표하면서 국제적인 헤드라인을 장식했다. 12년 동안 살고 일하고 현지 언어를 구사해야 하는 것과 같이 연방 수준에서 설정한 귀화를 통해 스위스 시민권을 취득하기 위한 몇 가지 고정된 요구 사항이 있지만, 스위스 주와 지역 사회는 더 엄격한 요구 사항을 자유롭게 도입할 수 있다. 2001년까지 귀화는 대중적으로 선출된 위원회에 의해 운영되었다. 그러나 에멘은 잠재적인 시민들이 일련의 테스트와 공개 인터뷰를 통과하고 시민권 신청을 공개 투표에 따라야 하는 국유화 절차를 시민들이 직접 운영하게 하기로 결정했다.
이 과정은 시민권 후보자 중 가장 큰 민족인 유고슬라비아계 스위스인(에멘은 스위스에서 가장 큰 구 유고슬라비아 공동체 중 하나임)이 시민권을 취득하는 것을 막았다. 인권운동가들은 공개 인터뷰와 투표가 모욕적이라고 말했다. 2003년 7월 대법원은 이 관행이 차별적이며, 위헌 판결을 받았다. 에멘은 이후 귀화 위원회의 이전 시스템으로 돌아왔다.

## 정치
2007년 선거에서 가장 인기 있는 정당은 33.5%의 득표율을 기록한 SVP였다. 다음으로 가장 인기 있는 3개 정당은 CVP (20.8%), FDP (20.1%), SPS (14.2%)였다.

## 경제

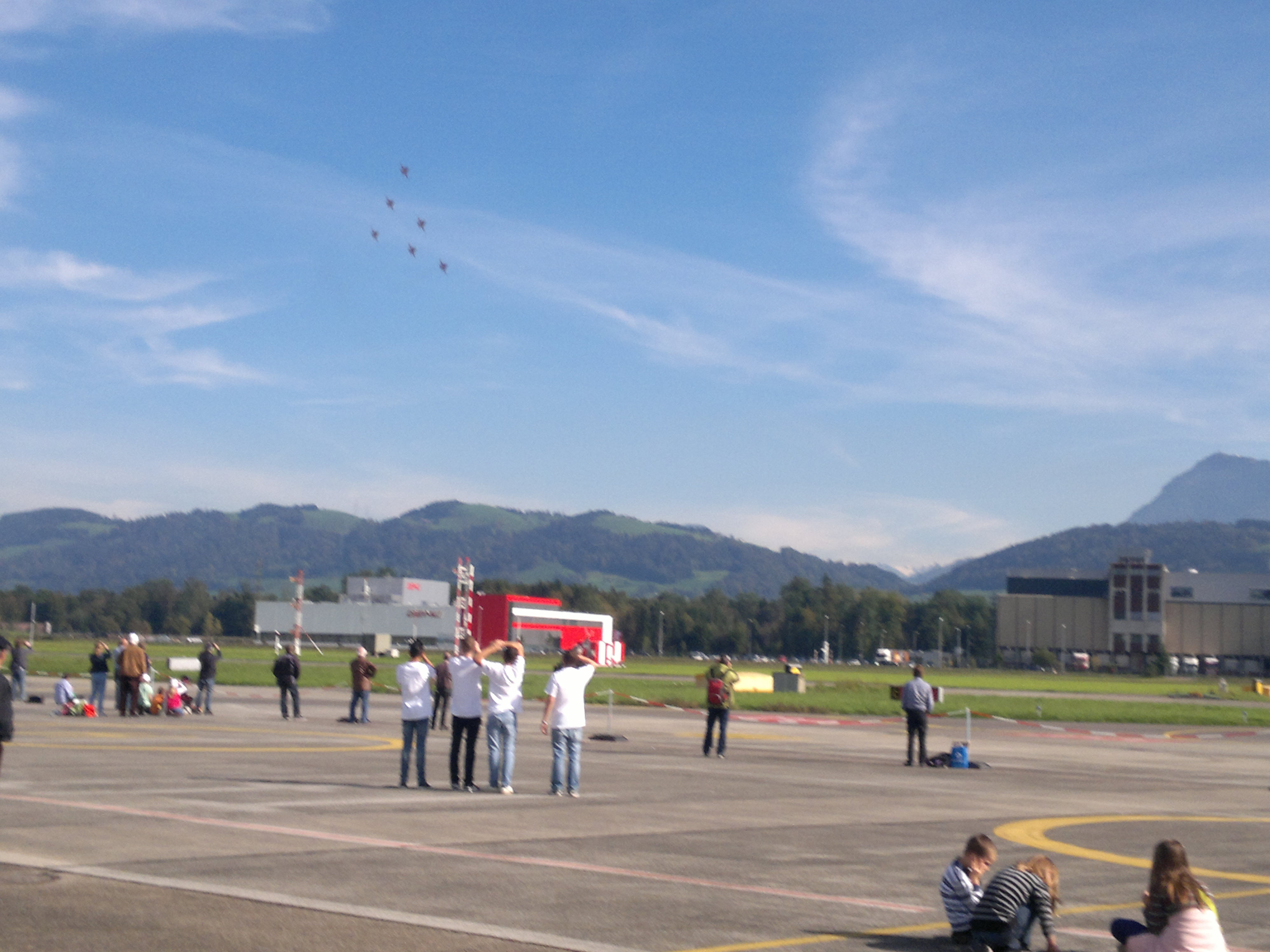
에멘 공군 기지의 에어쇼

주요 산업은 철강 생산, 우유 가공 및 무기 제조이다. 이 분야에서 가장 큰 고용주는 각각 Schmolz + Bickenbach , Emmi AG 및 Ruag이다. 이른바 '황금 삼각지대'인 하수처리장과 공군기지, 쓰레기 소각장이 있다. 에멘 공군 기지와 에멘 대공 요격 부대 때문에 많은 주민이 공군에 직간접적으로 고용된다.
에멘의 실업률은 3.62%이다. 2005년 기준으로 1차 경제 부문 에 257명이 고용되어 있고, 이 부문에 약 58개 기업이 참여하고 있다. 5,260명이 2차 부문에 고용되어 있고, 이 부문에 213개의 기업이 있다. 8,139명이 3차 부문에 고용되어 있으며, 이 부문에는 693개의 기업이 있다. 2000년 기준으로 자치단체 인구의 51.6%가 일정 수준으로 고용되었다. 동시에 여성은 전체 노동력의 42.8%를 차지했다.

## 인구통계

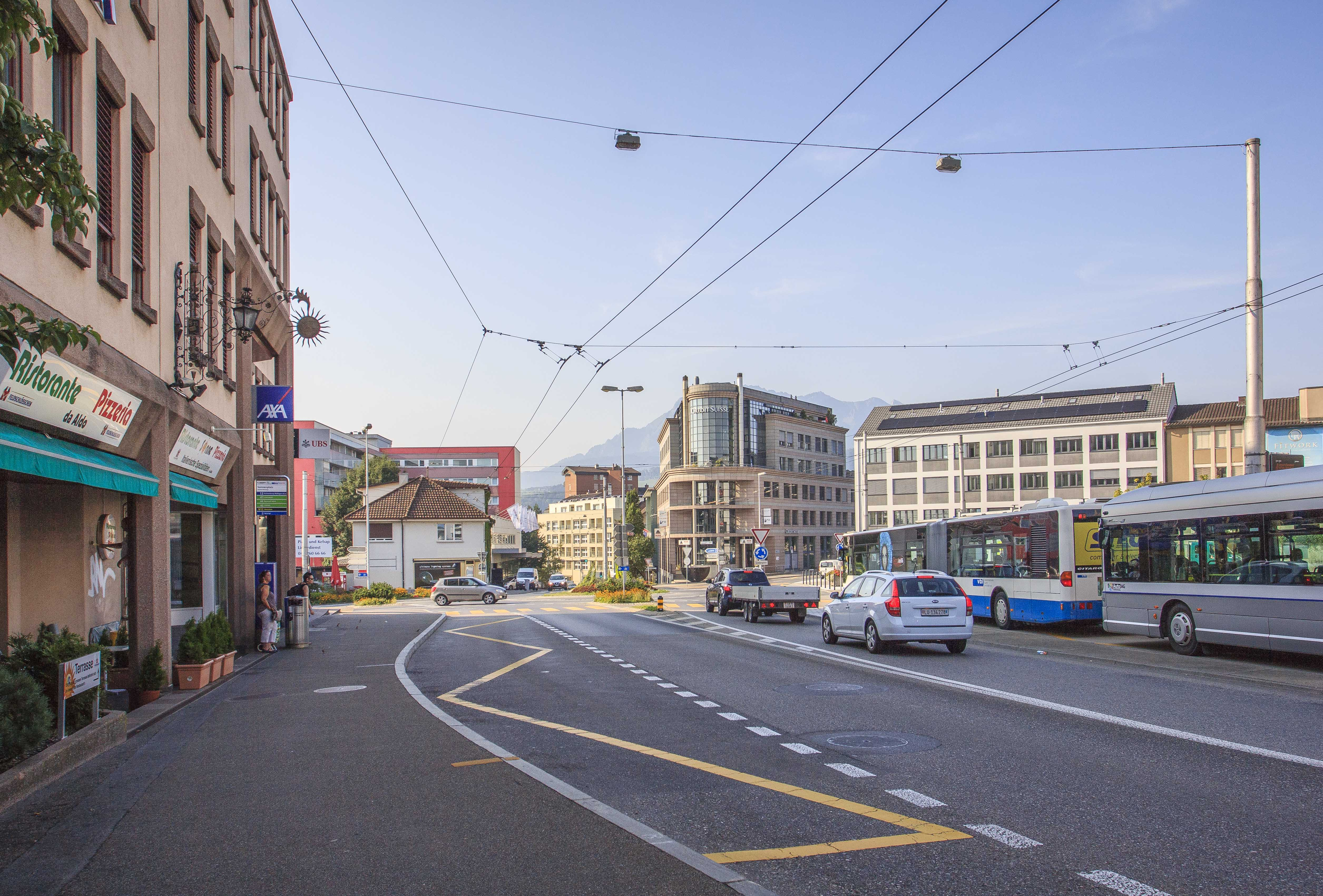
에멘교 소넨 광장

2007년 기준, 에멘의 인구는 27,205명이며 이 중 30.7%가 외국인이다. 지난 10년 동안 인구는 2.7%의 비율로 증가했다. 2000년 기준, 대부분의 인구는 독일어(81.6%)를 사용하며, 세르보-크로아티아어가 두 번째로 많이 사용(5.0%), 이탈리아어가 세 번째(3.9%)로 사용된다.
에멘의 연령 분포는 다음과 같다. 5,990명(인구의 21.7%)이 0-19세이다. 7,735명(28.1%)이 20-39세이고, 9,489명(34.4%)이 40-64세이다. 고령자 분포는 3,194명 또는 11.6%가 65-79세, 1,014 또는 3.7%가 80-89세, 146명 또는 전체 인구의 0.5%가 90세 이상이다.
전체 스위스 인구는 일반적으로 교육 수준이 높다. 에멘에서는 인구의 약 61.4%(25-64세)가 필수가 아닌 고등 교육 또는 추가 고등 교육(대학 또는 응용학문대학)을 완료했다.
2000년 현재 11,165가구 중 3,720가구(약 33.3%)가 1인 가구이다. 801 또는 약 7.2%는 5명 이상의 대가족이다. 2000년 기준으로 시정촌에는 2,737개의 주거용 건물이 있으며, 그중 2,339개는 주택으로만 건축되고 398개는 주상 복합 건물이다. 1,131세대 단독주택, 217세대 다가구주택, 991세대 다가구주택이 있다. 대부분의 집은 2층(868) 또는 3층(791)층 구조였다. 단층 건물은 133채, 4층 이상 건물은 547채에 불과했다.
2000년 인구 조사에서 에멘의 종교 회원은 다음과 같다. 가톨릭 신자 17,253명(64.2%), 개신교 3,416명(12.7%), 기타 기독교 신자 1,327명(4.94%) 등이다. 9명의 개인(인구의 0.03%)이 유대인이다. 이슬람교는 1,848명(인구의 6.87%)이다. 나머지 중 다른 종교에 속한 개인은 228명(0.85%), 조직화된 종교에 속하지 않은 사람이 1,753명(6.52%), 응답하지 않은 사람이 1,051명(3.91%)이었다.
역사적 인구는 다음의 표와 같다:
| 연도     | 인구   |
| -------- | ------ |
| 1456     | c. 150 |
| 1695년경 | c. 550 |
| 1798     | 1,330  |
| 1850     | 1,764  |
| 1900     | 3,162  |
| 1950     | 11,065 |
| 1970     | 22,040 |
| 2000     | 26,885 |

## 교통

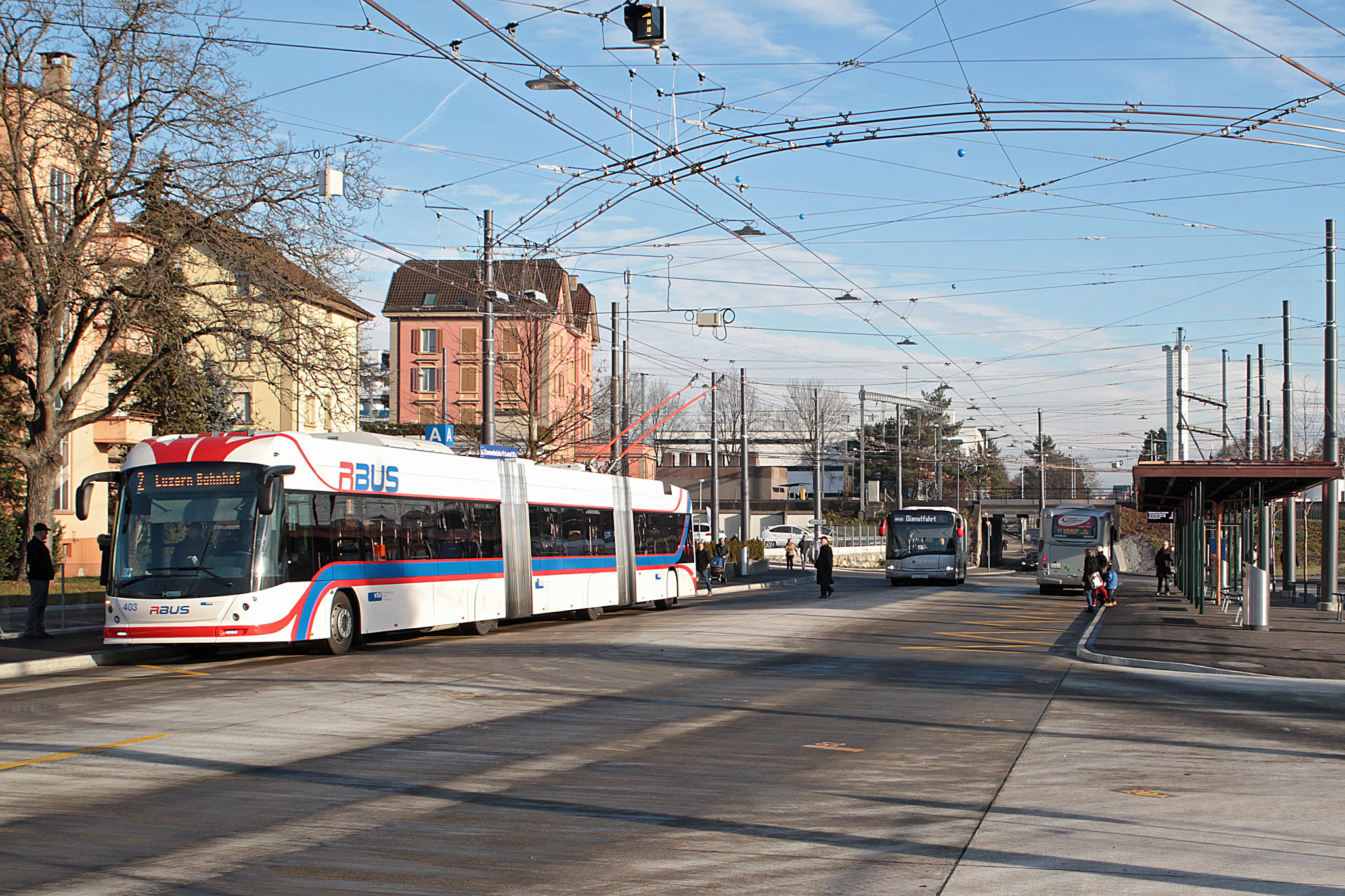
에멘브뤼케역의 남쪽

지자체는 요금 네트워크 passepartout의 일부인 루체른의 도시 교통 체계인 VBL에 의해 철저하게 서비스된다. 2개의 철도 노선(S1, RE, S9, S99)이 시정촌을 관통하며 에멘브뤼케, 에멘브뤼케 게르자크, 로텐부르크 도르프 및 발티브뤼케의 4개 기차역에 서비스를 제공한다. 지자체의 모든 정류장은 루체른과 마찬가지로 passpartout의 가장 안쪽 구역인 10번 구역에 있다.
공군 기지 에멘 공군 기지(IATA : EML , ICAO : LSME)는 지자체의 일부이다.